# Leny Andrade
Leny de Andrade Lima, hay còn được biết đến rộng rãi hơn với nghệ danh Leny Andrade, (26 tháng 1 năm 1943 – 24 tháng 7 năm 2023) là nữ ca sĩ kiêm nhạc sĩ người Brasil. Cả tên chính và tên họ của bà đôi khi bị đọc nhầm trong tiếng Anh thành "Lenn", "Leni", và "Adrade". Trong suốt sự nghiệp của mình, bà đã có một số ca khúc nổi bật trên các bảng xếp hạng tại Brasil. Vào năm 2007, bà nhận một giải Grammy Latin cùng với Cesar Camargo Mariano ở hạng mục Musica Popular Brasileira (Âm nhạc Brasil nổi bật) cho album Ao Vivo.
Bà bắt đầu sự nghiệp với các buổi biểu diễn ở các câu lạc bộ. Bà đã từng sống 5 năm ở México, cũng như từng sống ở Hoa Kỳ và châu Âu. Bà học đàn piano tại Nhạc viện Brasil (Brazilian Conservatory of Music).
Leny đã từng biểu diễn với Paquito D'Rivera, Luiz Eça, Dick Farney, João Donato, Eumir Deodato, Pery Ribeiro, và Francis Hime. Phong cách âm nhạc của bà là sự hòa trộn giữa hai thể loại samba và jazz.
Bà qua đời ngày 24 tháng 7 năm 2023, thọ 80 tuổi.

## Sự nghiệp
Tại châu Âu nơi bà biểu diễn, bà được mệnh danh là Đệ nhất nhạc jazz của Brasil và sở hữu một lượng người hâm mộ lớn tại Hà Lan và Ý. Bà cũng đã thu âm album Embraceable You vào tháng 7 năm 1991 tại Volendam, Hà Lan.
Một số album mà bà đã phát hành có thể kể đến như: Alvoroço (1973), Expo–Som 73 (1973), Leny Andrade (1975), Registro (1979).